# バーニング・サン事件
バーニング・サン事件（バーニング・サンじけん、朝鮮語: 버닝썬 게이트/버닝썬 - 승리 게이트）は、大韓民国ソウルのホテル内にあるナイトクラブ「バーニング・サン」で2018年11月に起きた暴行事件を発端とする一連の事件・疑惑の総称。
人気グループBIGBANGのメンバー（当時）V.Iが関与していたことなどから芸能界・政財界を巻き込む大スキャンダルに発展した。

## 概要
2018年11月24日早朝、クラブ「バーニング・サン」で男性客がセクハラされていた女性客をかばったことを発端とする暴行事件が起こる。クラブの場所は江南区論峴路にあるル・メリディアンソウルの地下であり、有名なラッパーおよびDJの公演や高価な洋酒のセットなど豪華なサービスで知られ、芸能人、財界有名人が集っていた。
12月14日に被害者男性がインターネット掲示板で事件を告発。掲示板には男性がクラブの関係者に集団で暴行された詳細が写真付きで投稿された。また、男性は警察に誤認逮捕され、警察官からも暴行を受けたと主張した。警察側は反抗したことによる現行犯逮捕であり、警察官による暴行の事実もないと主張した。後日、クラブ側は男性を名誉毀損で告訴した。
その後、デートレイプドラッグを使った性的暴行や麻薬販売などバーニング・サンにまつわる様々な疑惑が浮上する。
2019年2月と3月にV.Iが海外投資家への売春斡旋やクラブの違法運営、脱税、麻薬、海外賭博などの容疑により事情聴取を受けた。このうち2016年にユリホールディングスと共同でオープンしたクラブ「モンキーミュージアム」の不法営業は認めたが、他の容疑については否認した。
3月11日にV.Iが芸能界からの引退を表明。13日、所属事務所のYGエンターテインメントはV.Iとの専属契約を解除した。
3月14日、数日前に浮上した違法猥褻データ共有のグループチャットメンバーには入っていなかったものの、チョン・ジュニョンから1対1のカカオトークで一度動画を受け取った事実を重く受け止めヨン・ジュンヒョンがHIGHLIGHTからの脱退を表明。グループチャットメンバーに入って違法猥褻データ共有と飲酒運転もみ消し疑惑によりチェ・ジョンフンがFTISLANDを脱退・芸能界引退を表明した。
3月17日、被害者男性が1月に申請した国民請願を受けて、文在寅大統領が真相究明を指示した。
3月20日、騒動の余波を受けて兵務庁は25日に予定されていたV.Iの韓国軍入隊を延期した。
同日、YGエンターテインメントが実質オーナーのクラブ「ラブ・シグナル」の脱税容疑で国税庁がYGの税務調査に着手した。
3月21日、2015年～2016年に性行為を盗撮した動画をカカオトークで共有した容疑で歌手のチョン・ジュニョンが逮捕された。チョンは容疑を全面的に認めたが、捜査前に携帯端末を初期化して証拠隠滅を図っていたことも判明した。
3月28日、V.Iが違法撮影物を流布した疑いで追加立件された。
4月1日、V.Iとユ・インソク（ユリホールディングス前代表）がモンキーミュージアム資金横領容疑で追加立件された。
8月28日、チョン・ジュニョンの参加するグループチャット及び個人チャットルームで違法動画を共有したとされていたイ・ジョンヒョンが、本事件とは別の不適切な言動が判明したことにより騒動に発展したため、CNBLUEの脱退を表明した。
2021年8月12日、V.Iに懲役3年の実刑判決が言い渡された。二審で懲役1年6月に減刑された。大法院がV.Iの上告を棄却したため2022年5月26日に二審判決が確定した。

## 影響

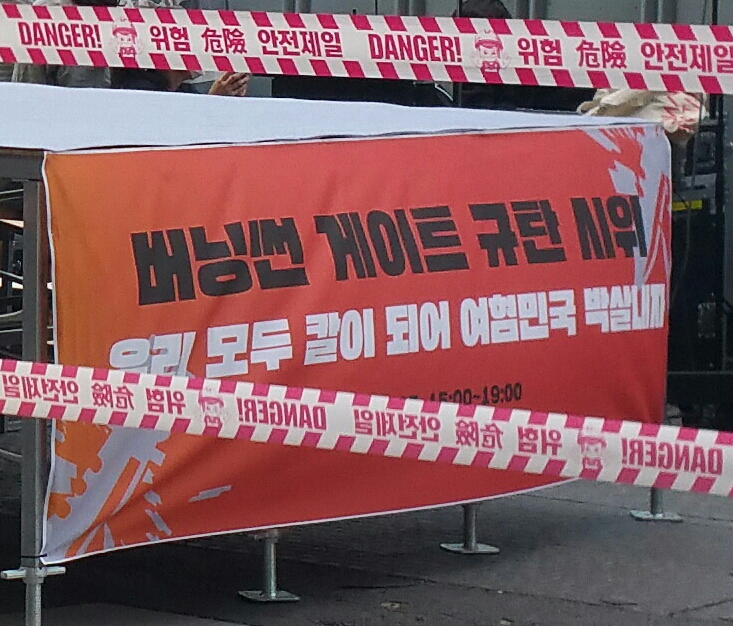
「大韓民国」を「女嫌民国」に書き換えるフェミニズム・デモの横断幕。

YGエンターテインメントとFNCエンターテインメントの株価が一時的に約22〜25％下落した他、事件とは無関係の芸能事務所の株価も一時的に下落した。
韓国のフェミニズム団体は2019年の国際女性デーで大規模なデモを行い、抗議活動は同年11月にもあった。

## 関連人物
- V.I（元BIGBANG）一審判決で懲役3年、二審判決で懲役1年6ヶ月、追徴金11億5690万ウォン
- チョン・ジュニョン 一審判決で懲役7年、二審判決で懲役5年
- チェ・ジョンフン（元FTISLAND） 一審判決で懲役5年、二審判決で懲役2年6ヶ月
- クォン・ヒョクジュン（少女時代ユリの実兄） 一審判決で懲役10年
- ヨン・ジュンヒョン（元HIGHLIGHT）
- イ・ジョンヒョン（元CNBLUE）
- ロイ・キム 起訴猶予処分[22]
- ユ・インソク（ユリホールディングス代表、女優パク・ハンビョルの夫）[23]　一審判決で懲役1年8ヶ月・執行猶予3年
- ユン総警[24] 一審判決で無罪、二審判決で罰金2000万ウォン、追徴金319万ウォン
- イ・ソンヒョン（バーニング・サン共同代表）[6]
- イ・ムンホ（バーニング・サン共同代表）
- 青山光司[25]（KRH株式会社代表取締役社長、観月ありさの夫）